# 80-пушечный линейный корабль (двухдечный)
80-пушечный линейный корабль — тип двухдечного парусного линейного корабля; был разработан во Франции во второй трети XVIII века и на протяжении почти полувека строился исключительно для французского и испанского флотов. Тем не менее, начиная с Семилетней войны активно использовался британским Королевским флотом.
Особенность классификации данного типа кораблей заключается в том, что во французском флоте данные корабли, превосходя по огневой мощи многие трёхдечные корабли, относились к первому рангу, а в британском, будучи двухдечными, к третьему рангу.

## Особенности конструкции и история
Конструктивно корабли данного типа отличались от появившихся в то же время 74-пушечников более длинным корпусом, что позволило разместить дополнительно по одному пушечному порту на каждой палубе с обоих бортов. Таким образом, корабли имели следующее вооружение:
— 30 пушек на гондеке калибра 32 (Британия) или 36 (Франция) фунтов — самые тяжёлые корабельные орудия своего времени;
— 32 пушки на опердеке калибра 18 или, начиная с «Soleil-Royal», 24 фунта;
— 18 пушек малых калибров на баке и шканцах.
Количество пушек на баке и шканцах могло меняться в зависимости от ситуации, но, как правило, превышало штатное число; класс корабля определялся по числу орудий на двух нижних деках.
Скорость и манёвренность благодаря более длинному корпусу, а также относительно невысокие борта при достаточной огневой мощи давали существенные преимущества перед трёхдечными кораблями. В то же время длина корпуса — свыше 56 метров — была в XVIII веке пределом возможностей деревянного кораблестроения. К примеру, построенный в 1749 году вышеназванный «Soleil-Royal» имел длину 56,2 м, ширину 15,6 м и водоизмещение 3800 т. Со временем столь длинный корпус терял прочность, что приводило к продольному излому; трёхдечные корабли были лишены такого недостатка за счёт более высоких бортов. Данная конструктивная сложность обусловила высокую стоимость строительства и обслуживания кораблей данного типа. Лишь в XIX веке новые конструктивные решения позволили строить длинные двухдечные линейные корабли с достаточной продольной прочностью.

## Франция[2]
Именно во Франции появилась идея создания двухдечного корабля достаточно мощного, чтобы принять роль флагмана. Первым был Tonnant, спущенный на воду в 1743 году в разгар Войны за австрийской наследство. К началу Семилетней войны флот насчитывал уже 5 линейных кораблей данного класса.
В дальнейшем данный класс кораблей рассматривался как более предпочтительный.
Именно к данному классу относился флагман французского флота в Трафальгарском сражении Bucentaure.

## Испания
Испанцы поспешили перенять французский опыт и первыми испанскими кораблями данного класса стали Real Fenix (1749) и Rayo (1751).

## Великобритания
В ходе Семилетней войны англичане захватили 2 французских 80-пушечных линейных корабля — Foudroyant и Formidable. Эти мощные корабли произвели сильное впечатление на англичан, но сложности в строительстве и обслуживании вынудили их отказаться от идеи самостоятельно конструировать корабли подобного типа. Тем более, отсутствие 80-пушечных двухдечников собственной постройки Королевский флот с лихвой компенсировал использованием трофейных.
Тем не менее, в 1790-е гг. были построены конструктивно похожие HMS Caesar (1793) и HMS Foudroyant. После окончания Наполеоновских войн прогресс в кораблестроении позволил британским конструкторам более основательно подойти к созданию кораблей данного класса.

## Россия
После спуска на воду первых 66-пушечных линейных кораблей в 1780-х годах на Чёрном море было начато строительство кораблей более мощного класса. Впервые российские кораблестроители построили 80-пушечные двухдечные корабли - Рождество Христово (1787) и Святой Павел (1794).
Дальнейшим развитием данного класса кораблей стали 84-пушечные.